# Любовшина, Анна Васильевна
Анна Васильевна Любовшина (1913, Астраханская губерния — 28 июня 1991, Мучкапский район, Тамбовская область) — свинарка колхоза имени Калинина, Герой Социалистического Труда (1966).

## Биография
Родилась в 1913 году в Астраханской губернии.
В 1934 году приехала в деревню Андриановка (ныне Мучкапского района Тамбовской области).
С 1936 по 1968 годы трудилась свинаркой в колхозе имени Калинина.
За достигнутые успехи в труде Указом Президиума Верховного Совета СССР от 22 марта 1966 года присвоено звание Героя Социалистического Труда с вручением золотой медалью «Серп и Молот» и ордена Ленина. Также была награждена ещё одним орденом Ленина и медалями.
Похоронена на местном кладбище. На улице Садовой деревни Андриановки сохранился её дом.